# Anna Reinicke
Anna Reinicke, geborene Föcke, (* 22. Januar 1903 in Berlin; † 27. Januar 1945 in Ravensbrück) war eine deutsche Arbeiterin und Widerstandskämpferin gegen den Nationalsozialismus.

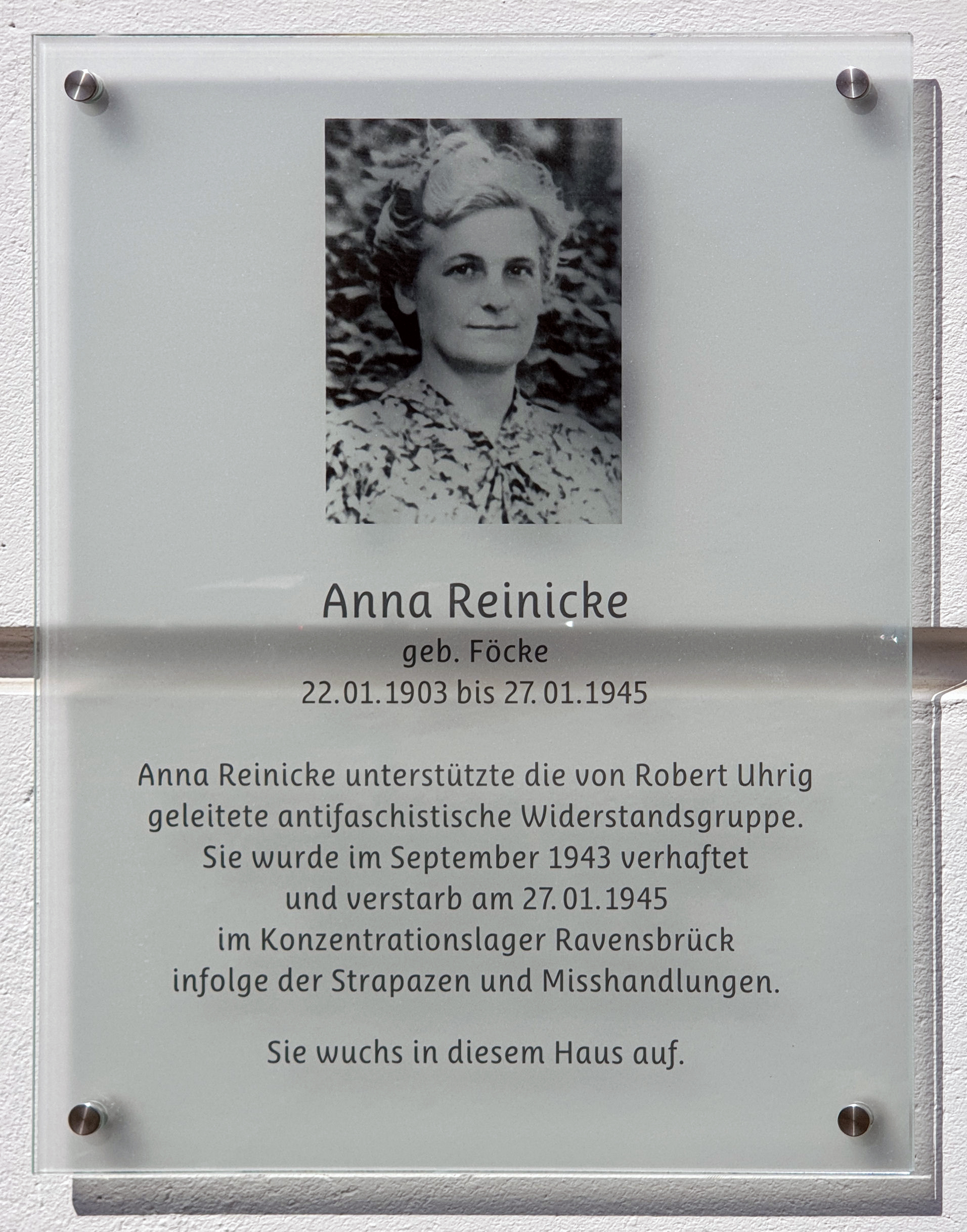
Gedenktafel

## Leben
Anna Reinicke wurde am 22. Januar 1903 als Anna Föcke in Berlin geboren. Ihr Vater Hermann Föcke, Arbeiter, und ihre Mutter Agnes zogen 1921 mit Anna und ihrer Schwester Dorothea von Oberschöneweide nach Wilhelmsruh in die Schillerstraße 13 (heute Hausnummer 50). Anna hatte auch einen jüngeren Bruder, der allerdings im Kindesalter verstarb. Der Vater starb bereits 1929, die Mutter Agnes lebte bis zu ihrem Tod in dem Haus in der Schillerstraße.
Anna war in zweiter Ehe ab 1937 mit Richard Reinicke verheiratet. Die Eheschließung erfolgte wie Annas erste Hochzeit 1925 im Standesamt Reinickendorf. Richard Reinicke war KPD-Mitglied, gehörte ab 1939 der Uhrig-Römer-Gruppe an und wurde dabei von ihr unterstützt. Sie war selbst kein KPD-Mitglied.
Sie gehörte zu den Frauen, die Luise Kraushaar so beschreibt: „Viele Kommunistinnen und parteilose Frauen arbeiteten im technischen Apparat der Bezirksleitung mit oder unterstützten führende Funktionäre der von Robert Uhrig geleiteten Widerstandsorganisation bei ihrer politischen Arbeit. (…) Sie vermittelten Treffpunkte, bewahrten für die Organisation wichtige Dokumente auf, halfen beim Verbreiten illegalen Materials, sammelten Lebensmittelmarken und Geld für ausländische Zwangsarbeiter(…)“.
Am 5. September 1943 wurden Anna und ihr Mann Richard Reinicke in Zusammenhang mit ihren Aktivitäten in der Uhrig-Römer-Gruppe verhaftet. Sie wurde ins Frauenkonzentrationslager Ravensbrück deportiert und verstarb dort am 27. Januar 1945 an den Strapazen der Haft.

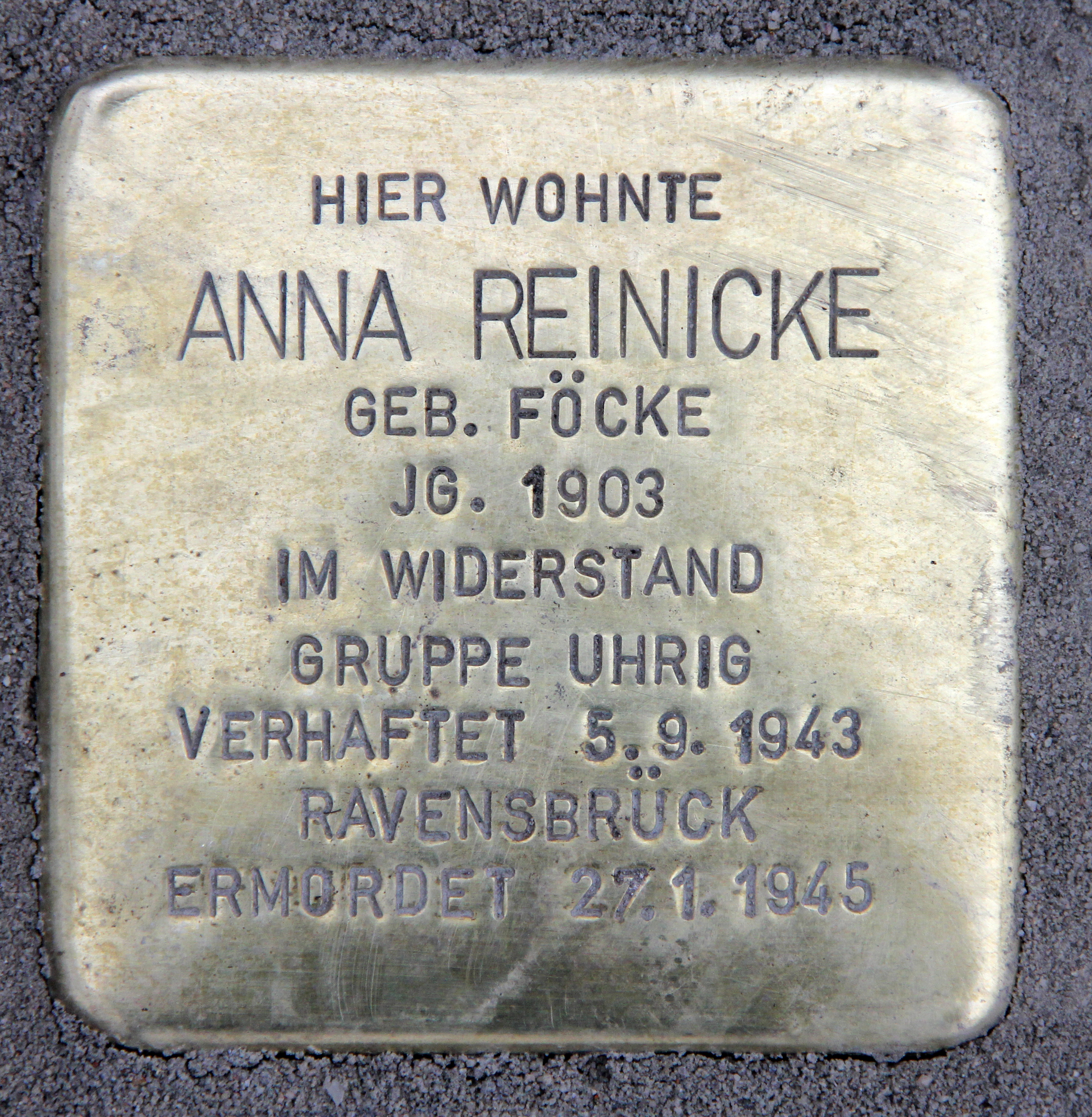
Stolperstein für Anna Reinicke in Berlin-Wilhelmsruh

Heute erinnern ein Stolperstein und eine Gedenktafel an ihrem ehemaligen Wohnhaus in der Schillerstraße 50 in Berlin-Pankow an Anna Reinicke. Eine Gedenktafel hing bereits zu DDR-Zeiten dort und verschwand 1994. Sie wurde 2019 auf Initiative von engagierten Frauen aus dem Bezirk erneuert. Anna Reinickes Name ist auch auf einem Gedenkstein für die Opfer des Faschismus in Wilhelmsruh eingraviert, der 1949 errichtet wurde, neben den Namen von sieben weiteren Widerstandskämpfern.